# Primoriaal priemgetal
Een primoriaal priemgetal is een priemgetal van de vorm {\displaystyle P-1} of {\displaystyle P+1}, waarin {\displaystyle P} een primoriaal is, dat wil zeggen {\displaystyle P=n\#\ } met {\displaystyle \ n\#\ } het product van alle priemgetallen kleiner dan of gelijk aan {\displaystyle n}. De eerste acht primoriale priemgetallen zijn:
- 3 = 2 + 1
- 5 = 2×3 – 1
- 7 = 2×3 + 1
- 29 = 2×3×5 – 1
- 31 = 2×3×5 + 1
- 211 = 2×3×5×7 + 1
- 2309 = 2×3×5×7×11 – 1
- 2311 = 2×3×5×7×11 + 1

Er komen dus paren primoriale priemgetallen voor. 209 = 11×19.

## Websites
- rij A057704 in OEIS voor de primoriale priemgetallen van de vorm {\displaystyle P-1}
- rij A014545 in OEIS voor {\displaystyle P+1}
- MathWorld. Primorial.